# プロ野球スピリッツ2019
『プロ野球スピリッツ2019』（プロやきゅうスピリッツにせんじゅうきゅう）は、パワプロプロダクションが開発し、コナミデジタルエンタテインメントより2019年7月18日に発売した野球ゲームソフト。プロ野球スピリッツ2004から数えてシリーズ15作目。略称は「プロスピ2019」。
家庭用ゲーム機としては『プロ野球スピリッツ2015』から4年振りとなり、PlayStation 4とPlayStation Vitaのダブルプラットフォームでの発売となった。キャッチコピーは「魂を呼び覚ませ。」。

## 概要
『プロ野球スピリッツ2015』の発売後、2015年10月にスマートフォンアプリ版である『プロ野球スピリッツA』の配信を開始してからおよそ3シーズンに渡ってCS版の制作を停止していたが、2018年9月21日に開催された東京ゲームショウ2018の「野球タイトルスペシャルステージ」にて「プロ野球スピリッツシリーズ最新作」として4シーズン振りとなるCS版の発売がサプライズ発表された。
据置機向けはPS3からPS4となり、『2015』で初めて導入され『A』でも採用されている「3Dスキャン技術」を引き続き採用。
当初は4月25日の発売を予定していたが、2月22日に「シリーズ4年ぶりとなる本作へのご期待にお応えするため、より高品質・遊び応えのある作品を目指す」として、発売日を7月18日に延期することが発表された。4月11日の続報で「松山坊っちゃんスタジアム」と「倉敷マスカットスタジアム」が本シリーズに初登場することが明らかになった。
2020年4月22日に配信された無料アップデートにより、各種データが2020年シーズンのものに更新された。

### パッケージ
プロ野球スピリッツシリーズのパッケージ表紙は、前年に活躍した選手の写真が1チームにつき1人載ることが通例となっている。「プロ野球スピリッツ2019」においてパッケージの表紙を飾った選手は以下の12名。
なお、今作の発売に当たっては、パッケージに掲載される選手を予想するキャンペーンが2019年1月21日から2月13日まで実施された。
- 山川穂高（埼玉西武ライオンズ）
- 柳田悠岐（福岡ソフトバンクホークス）
- 上沢直之（北海道日本ハムファイターズ）
- 吉田正尚（オリックス・バファローズ）
- 石川歩（千葉ロッテマリーンズ）
- 則本昂大（東北楽天ゴールデンイーグルス）
- 大瀬良大地（広島東洋カープ）
- 山田哲人（東京ヤクルトスワローズ）
- 菅野智之（読売ジャイアンツ）
- 筒香嘉智（横浜DeNAベイスターズ）
- 平田良介（中日ドラゴンズ）
- 梅野隆太郎（阪神タイガース）

#### 2020年シーズンタイトル画面
アップデート後の2020年版では、メニュー画面とタイトル画面を飾る選手が一部変更された。
- 森友哉（埼玉西武ライオンズ）
- 柳田悠岐（福岡ソフトバンクホークス）
- 松井裕樹（東北楽天ゴールデンイーグルス）
- 二木康太（千葉ロッテマリーンズ）
- 西川遥輝（北海道日本ハムファイターズ）
- 山岡泰輔（オリックス・バファローズ）
- 菅野智之（読売ジャイアンツ）
- 山﨑康晃（横浜DeNAベイスターズ）
- 近本光司（阪神タイガース）
- 西川龍馬（広島東洋カープ）
- 大野雄大（中日ドラゴンズ）
- 山田哲人（東京ヤクルトスワローズ）

## 前作からの変更・追加点

### 選手
- 選手個別の打球傾向、配球傾向データを取り入れた新AIの導入などなど[注 4]。
- 一週間の成績から毎週能力を更新する「LIVE能力」の配信。更新された選手の名前プレートが明るく表示される[注 5]。

### 各モード
- 「ペナントレース」では年俸制が導入。また獲得タイトルが確認できる「選手名鑑」、ドラフトで獲得した全選手の活躍状況が確認できる「ドラフト選手一覧」が搭載。オフシーズンも今までの10ターン制から契約更改、ドラフト会議、FA交渉、FA補償、帰国選手交渉など1つずつ日程をこなしていくシステムに変更された。
- 「スタープレイヤー」モードでは一流選手になるために必要な「スターレベル」、交友リストにいる選手から特殊能力や球種を教わる「ラーニング能力」などが追加、オリジナル選手に限り女性キャラと知り合い、彼女、更に交際をして、一定の条件を満たせば妻にできるようになった。
- 「スピリッツ」モードが今作ではプロスピ初の高校野球育成モード「甲子園スピリッツ」に一新[注 6]。『実況パワフルプロ野球』シリーズのサクセスモードに相当する。一年で甲子園を目指す「一年チャレンジ」・試合中心の「大会チャレンジ」・練習カードで簡単育成の「練習チャレンジ」を搭載。
- 「プロ野球速報プレイ」が『パワプロ2018』の「LIVEシナリオ」準拠のゲームシステムに変更。シナリオのクリア数や累計スコアで報酬が獲得できる。
- 「マネジメント」モードが削除された。

### 試合とルール
- 松山中央公園野球場（松山坊っちゃんスタジアム）・岡山県倉敷スポーツ公園野球場（倉敷マスカットスタジアム）・架空球場の「高校グラウンド」が搭載された[注 7]。
- 投球カーソルのタイミングがとりやすくなり、変化方向も分かりやすいものに変更された。
- 一軍登録枠が29人に拡大された。
- タイブレークルールとコールドルールが導入された。
- 申告敬遠が可能になった。
- タイムメニューから直前のリプレイを呼び出せるようになった。
- コース予測システムの廃止。
- 野手登録の者を投手にする事が出来ない。
- 得点が99点までしかカウントされない。
- タイムをかけた際に表示される時計がプレイボールから6時間が経過した段階で進行しなくなってしまう（例えば18時にプレイボールした場合24時で止まってしまう）。
- 延長戦は最大15回まで実施される。

### サウンド
- 解説に赤星憲広、里崎智也が新たに追加された。
- 打撃音やキャッチ音、歓声や拍手など試合効果音が一新された。

### その他
- 作成したオリジナル選手・応援曲の画像書き出しに対応し、画像ファイルでやり取りできるようになった。
- 映像表現の強化。選手の汗やユニフォームのしわなどが表現され、時間経過による太陽の動きも再現された。
- 装備品の色の追加。これまで選択できた色は赤色、橙色、黄色、緑色、青色、紺色、黒色、白色だったが、今作からさらに加えて、グレー、えんじ、水色、紺碧、濃紺、青藍、黄緑、山吹、茶、焦茶、紫、金、銀、桃、などチームカラーにあった色なども使えるようになった。
- 2015年版までは一部の球場（横浜スタジアム・ZOZOマリン・甲子園）において救援投手がマウンドまで向かう際にリリーフカーに乗って登場するシーンがあったが、今作ではカットされ、既にマウンドに移動した状態のシーンから始まっている。
- 隠しコマンドのHRパフォーマンスが変更され、今作では松田宣浩の「熱男」パフォーマンス、井上晴哉の乳酸菌ショコラを受け取るパフォーマンス、横尾俊建のおにぎりを握るパフォーマンス、サビエル・バティスタの「お好み焼きX」のパフォーマンスの4種類となっている。

## 実際のプロ野球との相違点
- 2020年シーズン中に限り適用される以下の特例事項は、ゲームでは反映されていない。
  - 1軍登録上限人数が29名→31名となっている点。
  - 1軍登録できる外国人枠適用選手が4名→5名（ただし4名以上登録する場合は全員を投手または全員を野手とすることができない。また、5人の外国人枠適用選手を同時に1軍登録する場合、いったん投手1名・野手4名または投手4名・野手1名の組み合わせで登録した場合はそれ以降、5名の外国人枠適用選手を同時に1軍登録する場合には同じ人数の組み合わせでの登録しか認められない。ベンチ入りできる外国人枠適用選手は従来どおり4名までで、投手4人・野手4人に偏ってのベンチ入りは不可。）となっている点。
  - ベンチ入りできる選手の人数が25名→26名となっている点。プロ野球速報プレイにおいても、実際のプロ野球では26名がベンチ入りしている場合でも25名までしか反映されておらず、誰か1人は必ず欠落している。
  - 延長戦が10回までになっている点。延長戦のイニング数については試合前の試合設定で変更できるが、ペナントモードなどでは「12回まで」で固定されており、事実上反映されていない。
- 野球では前のランナーを後ろのランナーが追い抜いた場合は本来後ろのランナーがアウトになるが、このゲームはアウトにならず得点が入った場合はそのまま反映される。
- 前年セントラル・リーグ優勝の広島東洋カープは、2019年シーズンのユニフォーム右袖にセ・リーグのチャンピオン・エンブレムが授与していたり、各球団にはキャプテンに限り「C」のマークが縫い付けられていたり（一部の球団を除く）、福岡ソフトバンクホークスが2016年に熊本県や大分県を中心に発生した熊本地震が発生した事において球団が推進する『熊本・大分 地震災害復興支援プロジェクト』を象徴するスローガンの「ファイト！九州」のワッペンがユニフォームの右袖にあるが、東北楽天ゴールデンイーグルスのユニフォームの左袖に「がんばろう東北」のワッペンがある一方セ・リーグのチャンピオン・エンブレムに各球団のキャプテンマークや「ファイト！九州」のワッペンは本作では再現されていない。また前作は唯一ユニフォームにスポンサーがあった読売ジャイアンツのユニフォームにアンダーアーマーのマークがなくなった為2013以来3作ぶりに全球団のヘルメットやユニフォーム等にあるスポンサーがない。
- 球場内の看板は2018年のペナントレース中のデータを基に制作しているが、横浜スタジアムに2015年3月31日からエラー「E」の横に残塁数を表す「LOB」（Left On Base）が導入されているにもかかわらず再現されていない。
- 球場内の客席の構造も2018年度時点のものになっており、横浜スタジアムのウィング席や東京ドームの中堅フェンス内の客席「PARTY ROOM NZK」、ZOZOマリンスタジアムのテラス席「ホームランラグーン」などは再現されておらず、2020年シーズンのアップデートでも反映されなかった。
- 東京ドーム内の外野席に背もたれが描画されている。（実際の外野席には背もたれは存在しない）
- 最後に家庭用ゲームとして発売された『2015』からは今作までの間にあたる2018年度から導入された審判の判定に異議がある場合に、ビデオ映像によるリプレー検証を求める事が出来るリクエスト制度がない。
- プロ野球ではないものの、スピリッツモードが「甲子園スピリッツ」となり、実際の高校野球では1打席目の場合、ウグイス嬢は打順と守備位置・苗字を2回放送し、2打席目以降は1回放送する事（背番号の放送はなし）になっているが、1打席目は打順と守備位置・苗字の放送が1回にとどまり、2打席目以降は背番号も放送している。
- 明治神宮野球場周辺のオブジェクトに国立競技場の外郭部が見えているが、2018年シーズン終了時点で工事がほぼ終わっているのにもかかわらず競技場内からクレーンらしき物が伸びている（2020年シーズンアップデートにおいても修正されていない）。
- 横浜スタジアムでのナイトゲーム中の7回表終了時点でバックスクリーン裏から花火が上がる演出がある。しかし、ゲーム同様の花火の打ち上げが行われたことはない。（バックスクリーン方面は神奈川県庁や飲食店街があり、この方角から花火を上げるのはほぼ不可能に近い。）

## 各モード
主なモード
- 対戦
- ドリームリーグ
- ペナントレース
- スタープレイヤー
- トレーニング
- 甲子園スピリッツ
- プロ野球速報プレイ
- オンライン対戦
- ホームラン競争
- プロスピ入門
- プロスピショップ
- 設定

## 選手以外の登場人物
- スポーツ記者 - 斉藤高広[5]
- スタープレイヤー交友相手（彼女候補） ‐市川美織（タレント）、 永尾まりや（アナウンサー）、原あや香（受付嬢）[6]
- 甲子園スピリッツ - 清瀬まち（マネージャー役）、村上奈菜（マネージャー役）、桃咲まゆ（マネージャー役）、夢宮加菜枝（主人公の妹役）、原田ゆか（野球部顧問役）、中嶋春陽（定食屋のおばさん役）

声の出演
- 実況 - 三橋泰介
- 解説者 ‐ 小宮山悟、仁志敏久、赤星憲広、里崎智也
- ウグイス嬢 - 伴野文香
- スタジアムDJ - 中野耕史

解説者は『2012』以来7年ぶり、解説者4人の中から2名を選ぶ事が出来るのは『5完全版』以来11年ぶりである。

## 選手・監督・コーチ

### 選手
今作も、前作と同じく選手個人の総合力が★の数で示されている。
初期データにおける収録選手は、概ね2019年3月29日現在でのNPB所属12球団の支配下登録全選手が収録されている。そのため、それ以降に起きた以下の選手のトレード移籍、入退団および育成からの支配下登録は初期データでは反映されていない。
以下に記すトレードや収録漏れ選手は、ゲーム発売時のデータである2019年3月29日以降のみ記載する。

#### アップデートの実施状況
- 発売日に早速アップデートを実施。1選手が追加。
- 8月1日のアップデートは主に不具合の修正がメインとなり、選手の反映はなかった。
- 9月18日に3回目のアップデートを実施。7月末時点のデータに反映されたため、2019年度は収録漏れの選手がなくなった。
- 10月16日のアップデートではシーズン中に退団した阪神・ソラーテがフリー枠に移動。

#### トレードされた選手
| NPB公示日      | 移籍元球団                   | 選手名             | ⇒                | 移籍先球団                               | 反映日         | 備考                                   |
| 2019年度データ | 2019年度データ               | 2019年度データ     | 2019年度データ   | 2019年度データ                           | 2019年度データ | 2019年度データ                         |
| -------------- | ---------------------------- | ------------------ | ---------------- | ---------------------------------------- | -------------- | -------------------------------------- |
| 2019年6月28日  | 読売ジャイアンツ             | 吉川光夫           | ⇒                | 北海道日本ハムファイターズ               | 2019年9月18日  | 鍵谷陽平、藤岡貴裕と2対2の交換トレード |
| 2019年6月28日  | 読売ジャイアンツ             | 宇佐見真吾         | ⇒                | 北海道日本ハムファイターズ               | 2019年9月18日  | 鍵谷陽平、藤岡貴裕と2対2の交換トレード |
| 2019年6月28日  | 北海道日本ハムファイターズ   |                    |                  |                                          | 2019年9月18日  |                                        |
| 2019年6月28日  | 鍵谷陽平                     | ⇒                  | 読売ジャイアンツ | 吉川光夫、宇佐見真吾と2対2の交換トレード | 2019年9月18日  |                                        |
| 2019年6月28日  | 藤岡貴裕                     | ⇒                  | 読売ジャイアンツ | 吉川光夫、宇佐見真吾と2対2の交換トレード | 2019年9月18日  |                                        |
| 2019年7月2日   | 中日ドラゴンズ               | 松井雅人           | ⇒                | オリックス・バファローズ                 | 2019年9月18日  | 松葉貴大、武田健吾と2対2の交換トレード |
| 2019年7月2日   | 中日ドラゴンズ               | 松井佑介           | ⇒                | オリックス・バファローズ                 | 2019年9月18日  | 松葉貴大、武田健吾と2対2の交換トレード |
| 2019年7月2日   | オリックス・バファローズ     |                    |                  |                                          | 2019年9月18日  |                                        |
| 2019年7月2日   | 松葉貴大                     | ⇒                  | 中日ドラゴンズ   | 松井雅人、松井佑介と2対2の交換トレード   | 2019年9月18日  |                                        |
| 2019年7月2日   | 武田健吾                     | ⇒                  | 中日ドラゴンズ   | 松井雅人、松井佑介と2対2の交換トレード   | 2019年9月18日  |                                        |
| 2019年7月2日   | 中日ドラゴンズ               | スティーブン・モヤ | ⇒                | オリックス・バファローズ                 | 2019年9月18日  | 金銭トレード                           |
| 2019年7月4日   | 広島東洋カープ               | 下水流昂           | ⇒                | 東北楽天ゴールデンイーグルス             | 2019年9月18日  | 三好匠と交換トレード                   |
| 2019年7月4日   | 東北楽天ゴールデンイーグルス | 三好匠             | ⇒                | 広島東洋カープ                           | 2019年9月18日  | 下水流昂と交換トレード                 |
| 2019年7月5日   | 阪神タイガース               | 石崎剛             | ⇒                | 千葉ロッテマリーンズ                     | 2019年9月18日  | 高野圭佑と交換トレード                 |
| 2019年7月5日   | 千葉ロッテマリーンズ         | 高野圭佑           | ⇒                | 阪神タイガース                           | 2019年9月18日  | 石崎剛と交換トレード                   |
| 2019年7月8日   | 読売ジャイアンツ             | 和田恋             | ⇒                | 東北楽天ゴールデンイーグルス             | 2019年9月18日  | 古川侑利と交換トレード                 |
| 2019年7月8日   | 東北楽天ゴールデンイーグルス | 古川侑利           | ⇒                | 読売ジャイアンツ                         | 2019年9月18日  | 和田恋と交換トレード                   |

#### 収録漏れ選手
| NPB公示日      | 球団                     | 選手名                           | 反映日         | 備考               |
| 2019年度データ | 2019年度データ           | 2019年度データ                   | 2019年度データ | 2019年度データ     |
| -------------- | ------------------------ | -------------------------------- | -------------- | ------------------ |
| 2019年6月3日   | 福岡ソフトバンクホークス | カーター・スチュワート・ジュニア | 2019年9月18日  |                    |
| 2019年6月7日   | 横浜DeNAベイスターズ     | サミー・ソリス                   | 2019年9月18日  |                    |
| 2019年6月27日  | 読売ジャイアンツ         | ルビー・デラロサ                 | 2019年9月18日  |                    |
| 2019年7月12日  | 阪神タイガース           | ヤンハービス・ソラーテ           | 2019年9月18日  | 2019年9月9日に退団 |
| 2019年7月26日  | 千葉ロッテマリーンズ     | レオネス・マーティン             | 2019年9月18日  |                    |

| NPB公示日      | 球団                         | 選手名                     | 反映日         |
| 2019年度データ | 2019年度データ               | 2019年度データ             | 2019年度データ |
| -------------- | ---------------------------- | -------------------------- | -------------- |
| 2019年5月2日   | オリックス・バファローズ     | 張奕                       | 2019年7月18日  |
| 2019年6月19日  | 読売ジャイアンツ             | 加藤脩平                   | 2019年9月18日  |
| 2019年6月24日  | 福岡ソフトバンクホークス     | オスカー・コラス           | 2019年9月18日  |
| 2019年6月28日  | 埼玉西武ライオンズ           | 齊藤誠人                   | 2019年9月18日  |
| 2019年7月5日   | 読売ジャイアンツ             | 山下航汰                   | 2019年9月18日  |
| 2019年7月10日  | 広島東洋カープ               | エマイリン・モンティージャ | 2019年9月18日  |
| 2019年7月16日  | 横浜DeNAベイスターズ         | 中川虎大                   | 2019年9月18日  |
| 2019年7月25日  | オリックス・バファローズ     | 本田仁海                   | 2019年9月18日  |
| 2019年7月25日  | オリックス・バファローズ     | 神戸文也                   | 2019年9月18日  |
| 2019年7月26日  | 読売ジャイアンツ             | 堀岡隼人                   | 2019年9月18日  |
| 2019年7月29日  | 東北楽天ゴールデンイーグルス | 寺岡寛治                   | 2019年9月18日  |
| 2019年7月29日  | 東北楽天ゴールデンイーグルス | 由規                       | 2019年9月18日  |
| 2019年7月29日  | 広島東洋カープ               | フアン・サンタナ           | 2019年9月18日  |
| 2019年7月30日  | 阪神タイガース               | 片山雄哉                   | 2019年9月18日  |
| 2019年7月31日  | 東北楽天ゴールデンイーグルス | ルシアノ・フェルナンド     | 2019年9月18日  |

#### シーズン途中で引退・退団した選手
| NPB公示日      | 球団                     | 選手名                 | 反映日         | 備考           |
| 2019年度データ | 2019年度データ           | 2019年度データ         | 2019年度データ | 2019年度データ |
| -------------- | ------------------------ | ---------------------- | -------------- | -------------- |
| 2019年5月20日  | 読売ジャイアンツ         | 上原浩治               | 2019年9月18日  | 任意引退       |
| 2019年6月27日  | オリックス・バファローズ | ジョーイ・メネセス     | 2019年9月18日  | 契約解除       |
| 2019年8月7日   | 埼玉西武ライオンズ       | ファビオ・カスティーヨ | 2019年9月18日  | 自由契約       |

### 監督・コーチ
拡張アイテムで購入できる監督・コーチは以下の通りである。購入すると、監督やコーチを「選手」として登録できる。
| 球団           | 監督                 | 投手コーチ     | 内野守備走塁コーチ | 外野守備走塁コーチ |
| 2019年度データ | 2019年度データ       | 2019年度データ | 2019年度データ     | 2019年度データ     |
| -------------- | -------------------- | -------------- | ------------------ | ------------------ |
| 西武           | 辻発彦               | 小野和義       | 黒田哲史           | 佐藤友亮           |
| ソフトバンク   | 工藤公康             | 倉野信次       | 本多雄一           | 村松有人           |
| 日本ハム       | 栗山英樹             | 木田優夫       | 緒方耕一           | 川名慎一           |
| オリックス     | 西村徳文             | 高山郁夫       | 勝呂壽統           | 佐竹学             |
| ロッテ         | 井口資仁             | 吉井理人       | 根元俊一           | 大塚明             |
| 楽天           | 平石洋介             | 伊藤智仁       | 酒井忠晴           | 笘篠誠治           |
| 広島           | 緒方孝市             | 佐々岡真司     | 山田和利           | 廣瀬純             |
| ヤクルト       | 小川淳司             | 田畑一也       | 土橋勝征           | 河田雄祐           |
| 巨人           | 原辰徳               | 宮本和知       | 元木大介           | 鈴木尚広           |
| DeNA           | アレックス・ラミレス | 三浦大輔       | 永池恭男           | 上田佳範           |
| 中日           | 与田剛               | 阿波野秀幸     | 奈良原浩           | 工藤隆人           |
| 阪神           | 矢野燿大             | 福原忍         | 藤本敦士           | 筒井壮             |

### 日本人メジャーリーガー
今作ではVPを使って、以下の日本人メジャーリーガー6名も「選手」として入手できる。ただし消費VPは非常に多く(100000VP)、入手は容易ではない。早期購入特典として、以下の選手のうち1名をランダムで獲得できるシリアルコードがつく。
2019年度データ
- 大谷翔平（ロサンゼルス・エンゼルス）
- 前田健太（ロサンゼルス・ドジャース）[9]
- 牧田和久（サンディエゴ・パドレス、マイナー契約）[10]
- 平野佳寿（アリゾナ・ダイヤモンドバックス）
- 田中将大（ニューヨーク・ヤンキース）
- ダルビッシュ有（シカゴ・カブス）

2020年度データ
- 大谷翔平（ロサンゼルス・エンゼルス）
- 前田健太（ロサンゼルス・ドジャース）[9]
- 牧田和久（サンディエゴ・パドレス、マイナー契約）[10]
- 平野佳寿（アリゾナ・ダイヤモンドバックス）
- 田中将大（ニューヨーク・ヤンキース）
- ダルビッシュ有（シカゴ・カブス）
- 筒香嘉智(タンパベイ・レイズ)
- 山口俊(トロント・ブルージェイズ)
- 秋山翔吾(シンシナティ・レッズ)